# Primula carniolica
Primula carniolica — квітуча рослина в родині первоцвітів, словенський ендеміт, який розвинувся в крижану епоху і є однією з місцевих найвідоміших рослин.
Цю рослину рослини навколо Дикого озера в Ідрії знайшов доктор Янеш Антон Скополі, але не зізнався в якості нового виду. Лише Бальтазар Хакке викопав її і відправив його до Відня, де один з провідних тоді ботаніків Ніколаус Йосиф фон Жакен описав його як новий вид. Він був названий на честь землі Карніола, де його знайшли, яка в той час належав Австрійській імперії.

## Опис

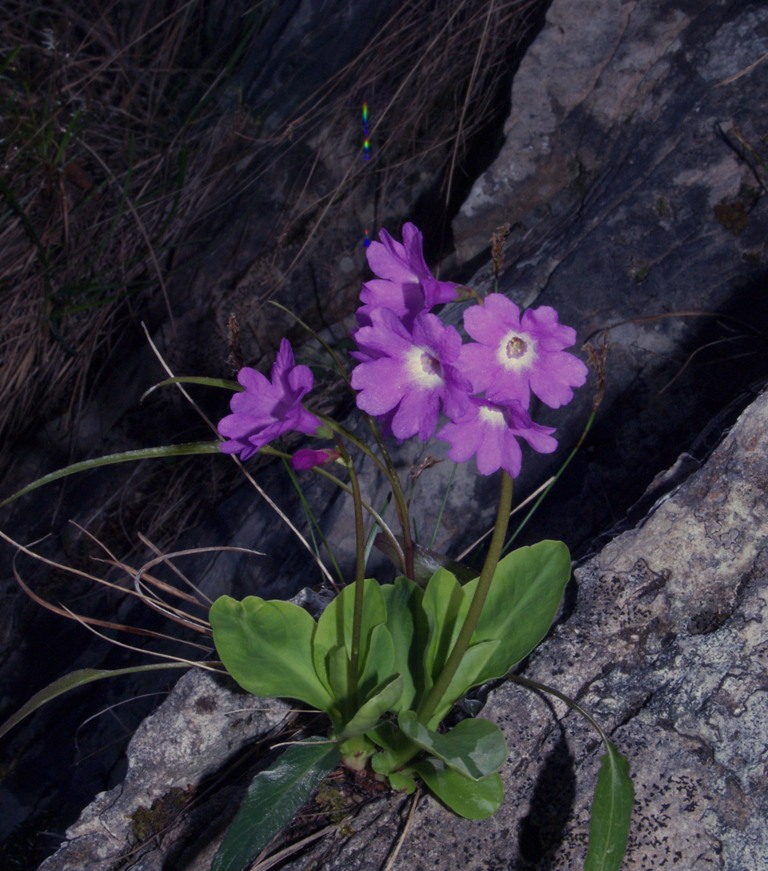
Primula carniolica

Зростає до висоти  3–12 сантиметрів (1,2–4,7 дюйма) і, як правило, шириною 1–4 сантиметри (0,39–1,57 дюйма). Стебло, основа і листя ясно-зелені, м'ясисті і не мають покриття, що видно у деяких інших первоцвітів. Квітки завдовжки 20–25 міліметрів (0,79–0,98 дюйма) і м’якого червоного, трояндового або фіолетово-рожевого кольору.
Рослина має яскраву розетку яскраво-зелених листя біля основи, які гладкі та глазурі. Рослина зацвітає у квітні та травні, а червоно-фіолетові квітки розвиваються різнокольоровими суцвіттями і запилюються білим порошком у гирлі.
Primula carniolica росте у вологих ущелинах у скелястих щілинах, а місцями на луках у 70-кілометровому поясі та ширині 25 км на південь та захід від Любляни. Найчастіше зустрічається в околицях Ідрії, на північному краю Динарських гір та на південь від Любляни. Найвідоміші його місця знаходяться в Триновському лісі, в околицях Ідрії, Требуші та Черкно, точніше в Равні при Черкнеме, в Доленській біля Рибниці та Содражіці, в Нотранському при Черкниці, в околицях Любляни в Ішці Винтгарі, Іскі, Чорничне пекло та Заплані. У Гореньска області зростає в долині Sovre вище Зири.
Це захищений вид у Словенії з 1922 року; У словенському Червоному списку видів, що зникають, він занесений як рослина, що перебуває під загрозою зникнення.